# 小城錦康年
小城錦康年（1971年7月8日—），原名小岩井康年，日本千葉縣市川市出身的前大相撲力士。身高186cm、體重141kg，血型a型。所屬的相撲部屋是出羽海部屋，最高位置東小結（1997年7月場所）。現在是年寄中立。
他的父親小城之花正昭和兄長小城乃花昭和也是前部屋力士(後出任年寄)。

## 生涯
小城錦康年是前關脇小城之花正昭的兒子，他於1987年3月加入出羽海部屋，他的父親在那兒擔任教練。四年後，他的哥哥小城乃花昭和也加入部屋。他的四股名中的“ 小城”取自其父親出生的佐賀縣小城市。他最初用姓氏小岩井比賽，後用小城之洲，然後於1990年轉到小城錦。他於1991年11月晉級十兩成為關取，之後於1993年5月晉升至幕內級別。
小城錦康年的幕內生涯比他的兄弟更為成功，他的兄長達到了最高等級前頭2枚目，並且從未贏得過特別獎項或擊敗橫綱。相反，小城錦在其11-4的強勁戰績之後，他在第三次幕內級比賽中獲得了敢鬥賞。在1994年3月的比賽中，他擊敗了橫綱曙太郎並獲得了技能賞。在1996年11月，他擊敗了所有三個大關，但總得分只有6-9。1997年5月，他以前頭4枚目身分比賽得11-4戰績，他獲得了第二個技能賞，並晉升為相撲位階第四高的小結。然而，他在三役級的比賽中只能贏得四場胜利，從未成功回到三役1998年5月，他擊敗了橫綱貴乃花光司和若乃花勝並獲得殊勲賞。但在1999年底，他退回了十兩級，但是連續兩次獲得優勝後，他又回到了幕內。在職業生涯的後期，他遭受了許多傷病困擾，並再次陷落十兩。
在2002年3月出現最後一次幕內級比賽之後，他一直以十1兩身份戰鬥到2004年1月，然後在第12天以8負的退役。